# Dinamite Jim
Dinamite Jim è un film del 1966, diretto da Alfonso Balcázar.

## Trama
Durante la guerra di secessione, gli stati del Nord America acquistano un grosso quantitativo d'oro destinato a comprare l'alleanza degli indiani appartenenti al territorio Kiowa e lo affidano per il trasporto ad una guida coraggiosa. Al villaggio in cui deve avvenire la consegna dell'oro dell'insospettabile Margaret, arriva uno straniero di nome Dinamite Jim, un avventuriero che dovrà scambiarsi per la guida.